# Association for Computing Machinery
Association for Computing Machinery (kraće samo kao ACM, hrv. kao Udruženje za računalne strojeve), osnovano 1947., je prvo svjetsko znanstveno i obrazovno računarsko društvo. Trenutno posjeduje oko 78 000 članova, a sjedište je u New Yorku.